# Claudio Trifonino
Claudio Trifonino (in latino Claudius Tryphoninus; ... – post 212) è stato un giurista romano dell'epoca dei Severi.
Faceva probabilmente parte del consistorium di Settimio Severo; è incerto se fosse anche funzionario in Siria sotto l'impero di Caracalla. Trifonino fece parte del Consilium di Severo nello stesso periodo in cui lo furono anche Messio e Emilio Papiniano.
A lui sono attribuite le Disputationes, opera composta da 21 libri (della quale ci sono pervenuti settantuno frammenti) e realizzata tra il 211 e il 212 d.C. È, invece, discussa l'attribuzione dei Responsa e dei Digesta, che potrebbero essere opera di un giurista di epoca classica.